# Taylor Wilde
Shantelle Malawski (26 de enero de 1986) es una luchadora profesional canadiense más conocida como Shantelle Taylor y Taylor Wilde quien actualmente trabaja para Impact Wrestling. 
Entre sus logros destacan un reinado como Campeona Femenina de la TNA y dos reinados como Campeona Femenina en Parejas de la TNA, siendo la primera luchadora que consigue ambos campeonatos.

## Carrera

### Circuito independiente
Taylor hizo su debut en junio de 2003. En el 2004, apareció en la segunda parte de un documental de lucha libre, Slam Bam, el cual salió al aire en Discovery Channel.
En el 2005 ganó su primer campeonato femenino mientras competía en la New Vision Pro Wrestling. El verano de ese año lo gastó aprendiendo a luchar al estilo mexicano en Monterrey, México. En diciembre participó en un tour por Sud África con luchadores como Kevin Nash, Andrew Martin y Scott Steiner. Además fue invitada a ponerse a prueba en Buffalo, Nueva York para la World Wrestling Entertainment.
Taylor ha trabajado en muchas promociones independientes como la SHIMMER Women Athletes, Ring Divas' Battle Angels, Twin Wrestling Entertainment y Blood, Sweat and Ears. El 16 de abril de 2006, Taylor derrotó a Traci Brooks, llegando a ser la primera Battle Angels Women's Champion.
Taylor además estuvo en los espectáculos Pure Women's Action de la Pure Wrestling Association en Southern Ontario.

### World Wrestling Entertainment (2006-2007)
En mayo del 2006, Shantelle firmó un contrato con la World Wrestling Entertainment y fue enviada a su territorio de desarrollo Deep South Wrestling. Shantelle hizo su debut en el territorio el 27 de junio de 2006 donde perdió frente a Krissy Vaine. El 9 de septiembre de 2006 Shantelle derrotó a Krissy Vaine en el evento Grand Park Slam. Durante su estancuia en DSW, she se enfeudó con otras divas como Krissy Vaine, Tracy Taylor y Angel Williams. En enero del 2007, Shantelle apareció en house shows de Smackdown!/ECW bajo el nombre de San-Eye, una luchadora enmascarada japonesa, donde peleó contra Jamie Noble. En junio del 2007 Shantelle peleó en una dark match antes se Smackdown TV Tapings mientras llevaba la máscara.
El 13 de agosto de 2007 Shantelle fue despedida.
En febrero de 2008 apareció en la WWE Magazine, en la sección de Sexy Superfan of the Month bajo el nombre de Shantelle M.

### Total Nonstop Action Wrestling (2008-2010)

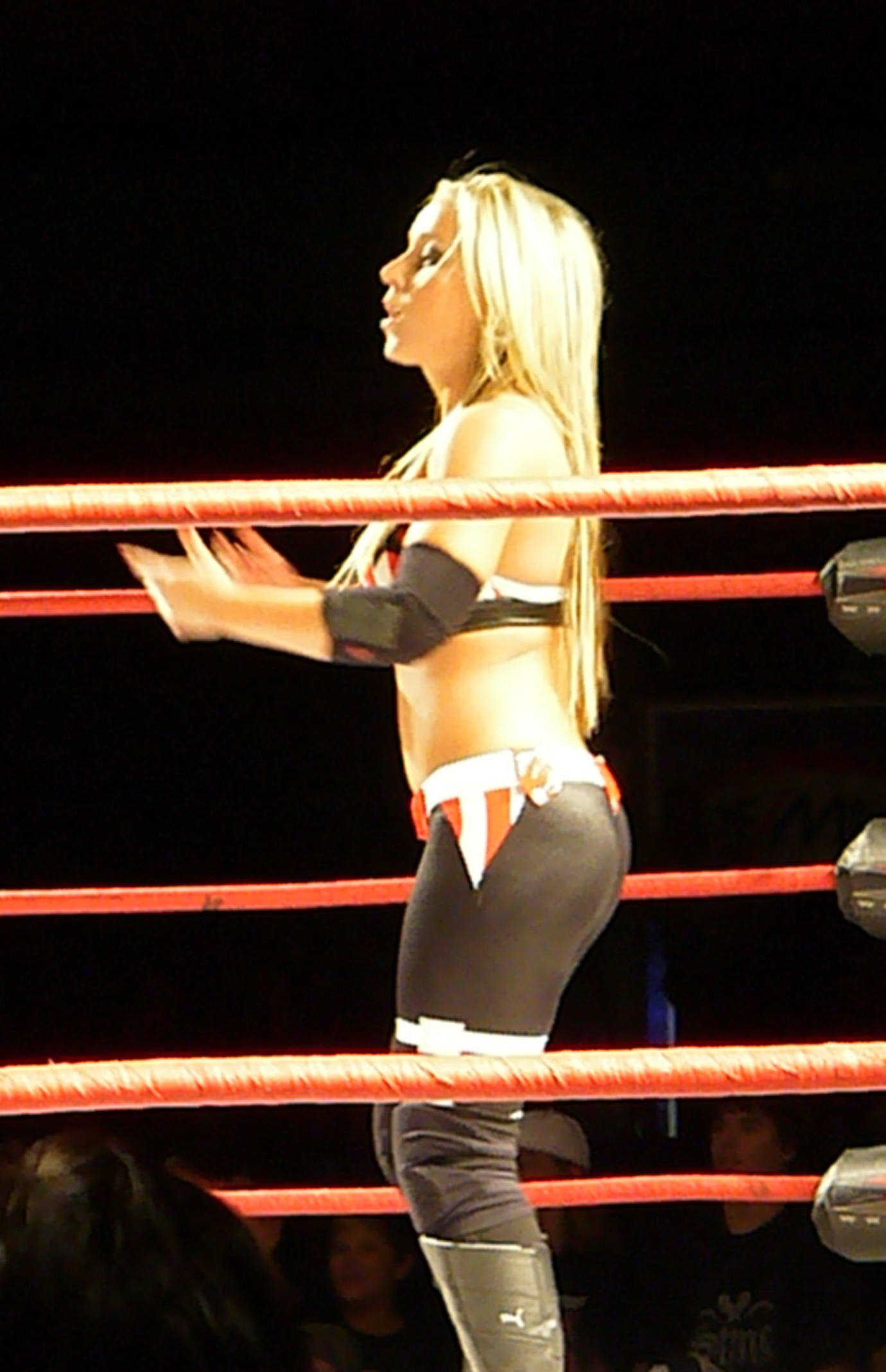
Malawski en un evento de la TNA en 2008.

Shantelle peleó en la Total Nonstop Action Wrestling en una dark match el 17 de abril de 2008 en una edición de TNA Impact!, perdiendo frente a Raisha Saeed. Ganó el Campeonato Femenino de la TNA al derrotar a Awesome Kong siendo hasta ahora la campeona más joven.
En Hard Justice, derrotó a Awesome Kong, Angelina Love y Velvet Sky, al formar equipo Gail Kim y O.D.B. y en No Surrender retuvo el campeonato frente a Angelina Love. Luego, en Bound for Glory IV volvió a retener el campeonato, esta vez frente a Roxxi y Awesome Kong. Finalmente, el 23 de octubre perdió el campeonato frente a Awesome Kong. Después hizo una alianza con Roxxi, peleando en Turning Point contra Kong y Raisha Shaeed, ganando la pelea tras cubrir a Shaeed.
En Lockdown, fue derrotada por Angelina Love, en una lucha donde también participó Awesome Kong y el Campeonato Femenino de la TNA estaba en juego. Luego empezó a hacer equipo con Sarita, luchando en un tonreo por el Campeonato Femenino en Parejas de la TNA, eliminando en las primeras rondas a Daffney & Alissa Flash y en la segunda a Awesome Kong y Raisha Saeed. En No Surrender vencieron a The Beautiful People (Velvet Sky & Madison Rayne) en la final, convirtiendse en las primeras campeonas de la historia y Taylor siendo la campeona más joven con los campeonatos tanto como individual y en equipo. En Bound for Glory lo retuvo frente a Beautifull People y en Turning Point pelearon junto a la Campeona Femenina ODB contra The Beautiful People (Lacey Von Erich, Velvet Sky & Madison Rayne) en una lucha donde todos los campeonatos estaban en juego, ganando Wilde, Sarita & ODB.
Sin embargo, el 4 de enero los perdieron ante Awesome Kong & Hamada. Tras esto, inició un feudo con Daffney y, al mismo tiempo, con su compañera Sarita, debido a que Sarita se volvería heel. Perdió ante Sarita el 15 de julio en un Street Fight match. Sin embargo, el 27 de julio (transmitido el 6 de agosto) ganó junto con Hamada el Campeonato Femenino en Parejas de la TNA al derrotar a The Beautiful People (Velvet Sky y Lacey Adkisoon). Después de estar inactivas, regresaron el 16 y 23 de septiembre, defendiendo sus títulos ante Lacey von Erich & Madison Rayne el primer día y contra von Erich & Velvet Sky el segundo. Fue despedida el 7 de diciembre de 2010.

### Circuito independiente y retiro (2010-2011)
Después de ser despedida, Shantella expresó su intención de retirarse de la lucha libre. Su lucha de retiro se dio el 5 de febrero en un evento organizado por la Pro Wrestling Recolution, Diva Dirt y Chickfight, donde se enfrentó a Alissa Flash, lucha que ganó Flash.

### Regreso a Impact Wrestling (2021-presente)
A principios de 2021, se informó que Malawski regresaba a TNA (ahora Impact Wrestling) repitiendo su nombre de ring de Taylor Wilde. En el episodio del 8 de abril de 2021 de Impact, se emitió una viñeta promocionando el regreso de Wilde a la compañía. Wilde regresó a Impact Wrestling el 25 de abril de 2021 en el PPV de Impact Wrestling Rebellion.
Durante diciembre, el personaje de Wilde se transformó en un lado más oscuro de la brujería.
Empezando el 2023, en Hard To Kill, Wilde se enfrentó a Masha Slamovich para determinar a la contendiente #1 al Campeonato Mundial Knockouts de Impact, sin embargo perdió. En el episodio de Impact! emitido el 9 de febrero, Wilde haría equipo con Killer Kelly para desafiar a los Campeones Mundiales en Parejas de las Knockouts The Death Dollz ( Rosemary y Taya Valkyrie ) en una lucha sin título. Durante el partido, Wilde se negó a unirse, dejando a Kelly para que la golpearan y la inmovilizaran, por lo que se convirtió en heel por primera vez en su carrera. En el episodio del 9 de marzo de Impact! , Wilde se alinearía con KiLynn King , formando un equipo llamado The Coven. En el episodio del 16 de marzo de Impact!, Wilde y King derrotaron a Death Dollz para ganar el Campeonato de Parejas de Impact Knockouts. El 16 de abril, en Rebellion , The Coven tuvo su primera defensa exitosa del título contra Jessicka y Rosemary. En el episodio del 27 de abril de Impact!, durante el evento principal, Wilde desafió a Deonna Purrazzo por el Campeonato Mundial de Knockouts, pero no tuvo éxito. [68] Después del partido, Wilde junto con King atacaron a Purrazzo antes de que Jordynne Grace la salvara. En el episodio del 11 de mayo de 2023 de Impact!, The Coven defendió con éxito el título contra Purrazzo y Grace. Después del combate, The Coven atacó tanto a Purrazzo como a Grace, pero Trinity corrió hacia el ring y salvó. En el episodio del 8 de junio de 2023 de Impact! , The Coven defendió con éxito los Campeonatos en Parejas de Knockouts contra Death Dollz (Courtney Rush y Jessicka).

## En lucha
- Movimientos finales
  - Missile dropkick[5]
  - Varios tipos de pinning (Sunset flip, roll-up, victory roll)
  - Wilde Ride (Bridging German suplex)[6]

- Movimientos de firma
  - Arm drag,[5] sometimes done repeatedly in succession or while springboarding off of the ropes
  - Bridging northern lights suplex
  - Cartwheel evasion[7]
  - Double knee backbreaker[8]
  - Fireman's carry takeover[9]
  - Handspring back elbow smash
  - Kicking combination[10]
  - Leg lariat
  - Monkey flip[11]
  - Roundhouse kick
  - Tilt-a-whirl transitioned into either a backbreaker or a headscissors takedown

## Campeonatos y logros

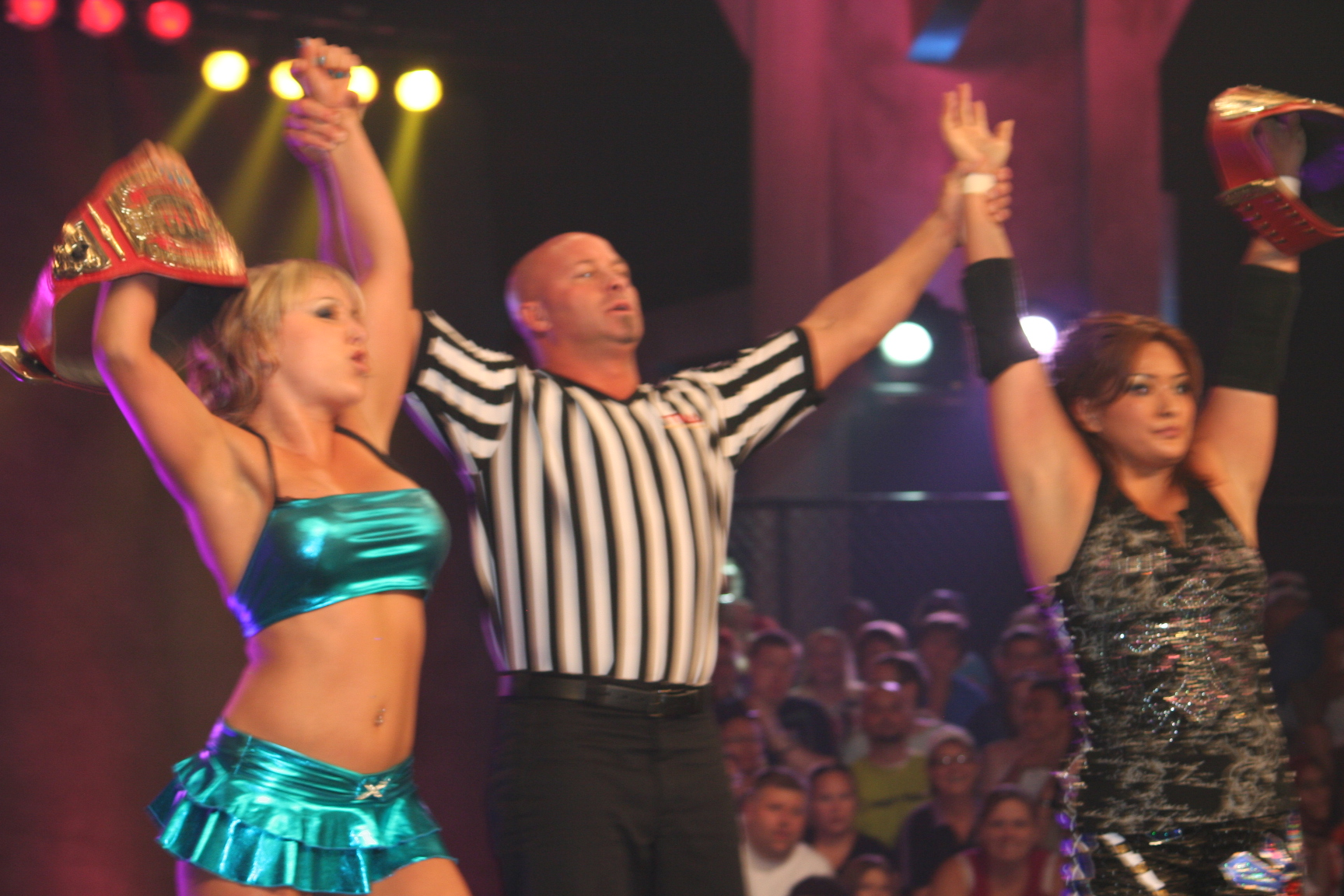
Wilde & Hamada como Campeonas Femeninas en Parejas de la TNA.

- Total Nonstop Action Wrestling/Impact Wrestling
  - TNA Women's Championship (1 vez)[12]
  - TNA/Impact Knockout Tag Team Championship (3 veces) - con Sarita (1), Hamada (1) & KiLynn King (1)

- Women Superstars Uncensored
  - WSU Tag Team Championship (1 vez) – con Amy Lee

- Pro Wrestling Illustrated
  - Situada en el Nº13 en el PWI Female 50 en 2008.[13]
  - Situada en el Nº10 en el PWI Female 50 en 2009.[14]
  - Situada en el Nº18 en el PWI Female 50 en 2010.[15]